# Herman Theodoor Colenbrander
Herman Theodoor Colenbrander (Drachten, 13 december 1871 – Leiden, 8 oktober 1945) was een Nederlands historicus.
Colenbrander begon zijn historische loopbaan als adjunct-algemeen rijksarchivaris. Hij nam het initiatief tot het oprichten van de Commissie voor de 's Rijks Geschiedkundige Publicatiën die in de gelijknamige serie bronnen zou gaan uitgaven. Hij was de eerste directeur van het bureau van de RGP (thans Huygens Instituut voor Nederlandse Geschiedenis). Colenbrander was van 1918 tot 1925 hoogleraar in de 'geschiedenis van Nederlandsch-Indië en de geschiedenis van de methode der zending' aan de Universiteit Leiden. In 1925 werd hij aan dezelfde universiteit benoemd tot hoogleraar in de vaderlandse geschiedenis.
Hij werd in 1908 benoemd tot lid van de Koninklijke Nederlandse Akademie van Wetenschappen. Zijn loopbaan kreeg een smet door een affaire in 1933 met plagiaat in een artikel over Willem van Oranje.